# Jervajauratj
Jervajauratj är en sjö i Arjeplogs kommun i Lappland och ingår i Luleälvens huvudavrinningsområde. Sjön har en area på 0,0957 kvadratkilometer och ligger 643,9 meter över havet.

## Delavrinningsområde
Jervajauratj ingår i det delavrinningsområde (741090-157419) som SMHI kallar för Mynnar i Parkajåkka. Medelhöjden är 703 meter över havet och ytan är 9,18 kvadratkilometer. Det finns inga avrinningsområden uppströms utan avrinningsområdet är högsta punkten. Vattendraget som avvattnar avrinningsområdet har biflödesordning 5, vilket innebär att vattnet flödar genom totalt 5 vattendrag innan det når havet efter 318 kilometer. Avrinningsområdet består mestadels av skog (44 procent) och kalfjäll (52 procent). Avrinningsområdet har 0,4 kvadratkilometer vattenytor vilket ger det en sjöprocent på 4,4 procent.